# TG1
TG1 è il telegiornale della prima rete televisiva della Rai, Rai 1, nato nel 1954 con il semplice nome di Telegiornale; dal 1990 è trasmesso dal Centro di produzione Rai Biagio Agnes a Roma. L'attuale direttore della testata è Gian Marco Chiocci.

## Storia

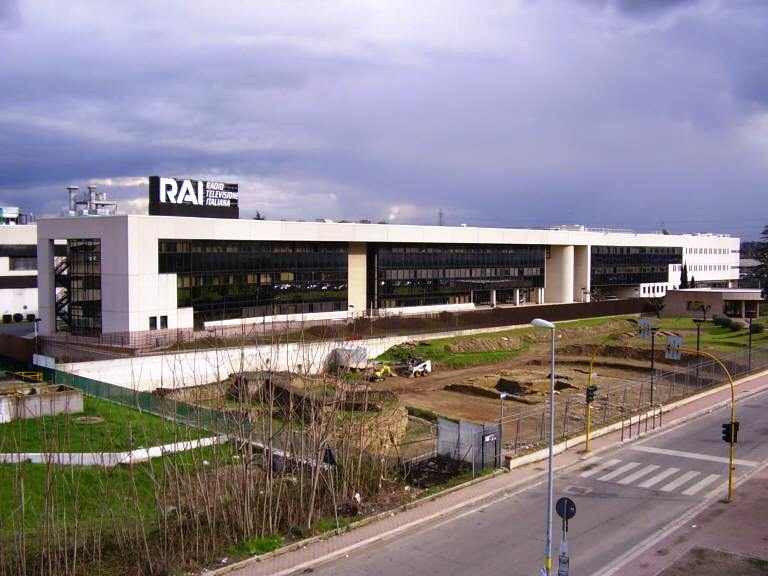
Il Centro radiotelevisivo Biagio Agnes, situato a Saxa Rubra, nel 2011, con in primo piano la sede del TG1.

Fotogramma della sigla in uso dall'8 ottobre 2023

### Esordi
Il primo telegiornale in Italia fu trasmesso alle ore 21:00 del 10 settembre 1952, segnando l'inizio di una nuova era nella storia dell'informazione televisiva italiana. La trasmissione durò solo 15 minuti, durante i quali furono presentati servizi su eventi rilevanti come la regata storica di Venezia, i funerali del conte Carlo Sforza, la campagna elettorale negli Stati Uniti, la corrida portoghese e il Gran Premio di Formula 1 a Monza. Il primo annunciatore della storia del telegiornale italiano fu Riccardo Paladini, un romano già noto come presentatore e speaker. Paladini continuò a ricoprire questo ruolo anche dopo l'inizio delle trasmissioni regolari della RAI, che ebbero inizio il 3 gennaio 1954. La versione sperimentale del telegiornale fu diretta da Vittorio Veltroni. Nonostante le limitate risorse tecniche, il telegiornale incluse una sigla, un adattamento del jingle Giramondo, tratto dal programma radiofonico I tre moschettieri.
Dal 3 febbraio 1957, con la nascita di Carosello, l'orario di messa in onda fu anticipato alle 20:30, e dal 2 dicembre 1973, per effetto della politica di austerity, venne ulteriormente spostato alle ore 20:00 (orario tutt'ora in vigore per l’edizione serale).
Nel 1961, il telegiornale iniziò ad andare in onda in forma ridotta anche sul neonato Secondo Programma (l'attuale Rai 2), inizialmente intorno alle 22:00 e successivamente intorno alle 21:00.

### La riforma del 1975
In seguito alla riforma della RAI del 1975, il Telegiornale fu diviso in due programmi indipendenti con una propria redazione: il TG1 per la Rete 1 e il TG2 per la Rete 2. La prima edizione come TG1 (e del TG2) andò in onda il 15 marzo 1976.
In origine, il telegiornale italiano prevedeva tre edizioni: una alle 13:30, una alle 20:00 e una notturna. Fino al 1976, era presente anche un'edizione denominata Del pomeriggio, trasmessa alle 17:00.
A partire dal 24 ottobre 1976, la domenica alle 13:00 andava in onda TG l'una, un rotocalco di attualità e approfondimento della durata di 50 minuti, con ospiti in studio e servizi filmati. Tra i conduttori principali vanno menzionati Paolo Cavallina, Elio Sparano, Romano Battaglia, Giuseppe Breveglieri e Melo Freni. L'edizione era interrotta alle 13:30 da una breve versione di 10 minuti del telegiornale, chiamata TG1 Notizie.
La sigla musicale del TG1 era eseguita con archi, diretti dal musicista Jay Graydon, e rimase sostanzialmente invariata fino al 1992.
Il primo direttore della testata, nominato il 2 dicembre 1975 all'indomani della riforma, fu il giornalista Emilio Rossi, di orientamento democristiano, il quale venne affiancato dal vicedirettore Emmanuele Milano. Rossi diresse la testata durante gli anni di piombo e fu anche ferito in un agguato delle Brigate Rosse il 3 giugno 1977. In quell'anno il TG1 adottò un nuovo logo, ideato e realizzato da Massimo Vignelli, e destinato a rimanere in uso (salvo una breve interruzione nel 1992) per molti decenni, seppur con diverse modifiche.
Il primo conduttore del TG1, che aveva raccolto l'eredità del precedente telegiornale unico, è stato Emilio Fede, in coppia con Bianca Maria Piccinino nell'edizione diurna. Nell'edizione serale il telegiornale era condotto da Massimo Valentini, che poi cominciò ad alternarsi con Emilio Fede (il quale il 28 febbraio 1977 condusse la prima edizione a colori, appunto, del TG).
In redazione vi erano altri giornalisti noti come Arrigo Petacco, Giuseppe Lugato, Adalberto Manzone, Dante Alimenti, Vittorio Citterich, Nuccio Fava, Paolo Frajese, Mino Damato, Piero Forcella, Romano Battaglia, Elio Sparano e Bruno Vespa.
Le pagine della politica, nelle edizioni serali, erano firmate da Pierantonio Graziani, quelle dello sport da Paolo Valenti, Gian Piero Galeazzi, Beppe Viola e dal telecronista Nando Martellini.
Diana de Feo e Giorgio Ponti curavano la rubrica 'Almanacco del giorno dopo. Vennero assorbite dal TG1 le rubriche Che tempo fa? e Il tempo in Italia, che diventarono una rubrica unica per tutte le edizioni del meteo.

### Anni '80
All'inizio degli anni Ottanta furono introdotte nuove edizioni flash del telegiornale: quella pomeridiana delle 18:00 (dal 1980), la serale (dal 1982) e un'edizione attorno a mezzogiorno (dal 1983), inizialmente condotta da Tiziana Ferrario. In quegli anni, caratterizzati dall'emergere delle emittenti private e commerciali, la pubblicità fece il suo ingresso anche nei telegiornali della TV pubblica, separando i notiziari sportivi o economici dalle altre notizie, presentate nella prima parte.
La redazione di cronaca, una sorta di "giornale nel giornale" per la vasta gamma di competenze attribuitele (cronaca bianca e nera, esteri, medicina, moda, ambiente e scienza), era diretta da Andrea Melodia, seguito poi da Roberto Morrione. Massimo Valentini, vice caporedattore, era anche conduttore dell'edizione delle 20:00.

### Anni '90
Nel 1990, Ennio Remondino, su incarico del caporedattore Roberto Morrione, condusse un'inchiesta sui legami tra la CIA e la P2, che scatenò un acceso dibattito politico e portò alle dimissioni del direttore Nuccio Fava..
Il 10 marzo 1992, per fronteggiare la crescente concorrenza, soprattutto con la nascita del TG5 di Enrico Mentana (ex conduttore del telegiornale nazionale), e della rubrica di Raidue Lo Sport, il TG1 subì un restyling, assumendo il nome di Telegiornale Uno. Questo cambiamento, voluto dal direttore Bruno Vespa e dal suggerimento dell'art director Giuseppe Rogolino, intendeva affermare la superiorità del notiziario pubblico rispetto alle nuove testate private. Vespa incaricò Gianni Boncompagni di progettare un nuovo studio, caratterizzato da uno sfondo con video wall che mostrava una redazione attiva, ispirato allo stile dei telegiornali statunitensi..
Il 18 ottobre 1992, il TG1 si trasferì nel nuovo centro radiotelevisivo di Saxa Rubra, insieme al TG2 e al TG3, abbandonando la storica sede di via Teulada.
Il 25 luglio 1993, il Telegiornale Uno tornò a chiamarsi semplicemente TG1, con una nuova sigla creata da Rogolino e un jingle composto da Tommaso Vittorini, utilizzati fino al 1998, quando venne introdotta una sigla moderna, pur mantenendo il logo del 1993. Anche la scenografia fu rinnovata.
Tra il 1993 e il 1994, scoppiò lo scandalo delle false "note spese" degli inviati Rai, che portò a indagini giudiziarie e a provvedimenti disciplinari. I giornalisti Enrico Massidda e Giancarlo Infante, quest'ultimo coinvolto in un caso di frode legato alla locazione fittizia di una residenza londinese e alla falsificazione di ricevute, furono licenziati.

### Anni 2000
Nel 2000, dopo una polemica con la commissione di vigilanza Rai presieduta da Mario Landolfi (AN), l'allora direttore del TG1 Gad Lerner si dimise. La polemica scoppiò in seguito alla messa in onda di alcune immagini all'interno di un servizio di David Sassoli sul tema della pedofilia, trasmesse sia dal TG1 che dal TG3. Gli successe Albino Longhi, che diresse il TG fino al 5 maggio 2002.
Il 6 maggio 2002 a Longhi successe Clemente J. Mimun. Mimun fu criticato da Marco Travaglio e da L'Ulivo per il servizio andato in onda nell'edizione del TG1 del 2 luglio 2003, riguardante la seduta del Parlamento europeo in cui l'allora premier Silvio Berlusconi paragonava ad un kapò l'europarlamentare socialista tedesco Martin Schulz, colpevole di avergli mosso delle critiche. Il direttore scelse di non mandare l'audio dell'intervento, che fu sostituito con un resoconto di Susanna Petruni. Secondo il Financial Times: "Neanche il telegiornale sovietico di Breznev avrebbe potuto fare di meglio".
Per festeggiare i 50 anni della Rai, l'11 gennaio 2004 al TG1 introdusse una nuova veste grafica, una nuova sigla – eseguita dall'Orchestra Sinfonica Nazionale della Rai – e un nuovo studio. Il cambiamento divenne effettivo con l'edizione delle 20:00, condotta in quell’occasione da Francesco Giorgino.
Nel 2006 Mimun condusse un piccolo rotocalco chiamato Dopo TG1, in onda al termine del notiziario delle 20:00. Nel corso di una puntata della rubrica, l'allora ministro Roberto Calderoli indossò una t-shirt che riproduceva una vignetta satirica su Maometto di Lars Vilks, sollevando violente reazioni nel mondo islamico e causando un incidente diplomatico con la Libia, dove una violenta protesta davanti al Consolato italiano di Bengasi venne repressa con la forza dalla polizia libica, che sparò sulla folla uccidendo 11 manifestanti. Successivamente il ministro si scusò per aver indossato la maglietta.
Il 13 settembre 2006 il consiglio d'amministrazione della Rai nominò direttore Gianni Riotta, già vicedirettore del Corriere della Sera, nonché espressione di un'area mista comprendente DS e DL ma gradito anche all'UDC.
Il 12 ottobre 2006 Riotta intraprese la via dell'editoriale dallo studio con la conduttrice Maria Luisa Busi.
Dal gennaio 2008 fino a giugno 2009 le informazioni di politica interna vennero date, in entrambe le principali edizioni (13:30 e 20:00), con il nuovo formato della nota politica affidata a Marco Frittella per l'edizione delle ore 20 e a Bruno Luverà per le 13:30.
Il 25 marzo 2009 furono introdotte le didascalie all'interno dei servizi, che riportavano la lista dei fatti principali (una pratica già in corso al TG2 e al TG5). Tale pratica venne utilizzata solo per le edizioni principali delle 13:30 e delle 20:00.
Il 30 marzo 2009 Riotta rassegnò le dimissioni e passò a dirigere la testata giornalistica Il Sole 24 Ore al posto di Ferruccio De Bortoli, passato nella stessa giornata al Corriere della Sera. Il vicedirettore Andrea Giubilo (già direttore del TG3) subentrò come direttore ad interim.
A seguito del terremoto dell'Aquila del 6 aprile 2009, il TG1 venne fortemente contestato e accusato di sciacallaggio mediatico per avere esaltato, nell'edizione delle 13:30 del giorno successivo, i dati di ascolto delle edizioni dedicate al terremoto stesso.

### Anni 2010
Il 20 maggio 2009 il CdA Rai nominò direttore del TG1 Augusto Minzolini, senza i voti di tre esponenti del centro-sinistra, che avevano abbandonato l'aula, giudicando la nomina "irricevibile", ma ottenendo il voto favorevole dell'allora presidente della Rai Paolo Garimberti. Minzolini era noto come giornalista vicino all'allora premier Silvio Berlusconi. Minzolini ottenne la fiducia della maggioranza dei redattori del TG1, che votò il suo piano editoriale con 101 voti a favore e 40 contro.
La direzione di Minzolini fu oggetto di contestazione in ambito politico e giornalistico per le scelte inerenti agli argomenti trattati, con particolare riferimento alle presunte omissioni sulle vicende riguardanti le frequentazioni dell'allora presidente del consiglio Silvio Berlusconi. Generò polemiche anche l'utilizzo abbastanza frequente degli editoriali da parte di Minzolini. La scelta del direttore di schierarsi pubblicamente fu contestata dallo stesso comitato di redazione, che in alcune occasioni richiese delle verifiche ai vertici dell'azienda Rai.
Nell'ottobre 2010, il TG1 di Minzolini venne diffidato dall'AgCom per «forte squilibrio» a favore della maggioranza e del governo. Rilevazioni hanno sottolineato il calo di fiducia dei telespettatori verso il TG1 di Minzolini, sceso quasi a giudizio di insufficienza. Altra critica mossa a Minzolini, oltre a quella di censurare le notizie sgradite all'allora maggioranza di governo, fu quella di riservare invece molto spazio a notizie di dubbia importanza e rilevanza.
Il 21 maggio 2010 la giornalista Maria Luisa Busi, in contrasto con la linea editoriale imposta da Minzolini, rassegnò le dimissioni dalla conduzione del TG. Sarà seguita l'11 maggio 2011 dalla collega Elisa Anzaldo, conduttrice dell'edizione della notte.
Il 10 giugno 2010, il TG1 rinnovò lo studio, la sigla e la grafica. La scenografia del nuovo studio aveva una scrivania a forma di ponte verso le telecamere e con numerosi ledwall sulle pareti. Come sempre, il colore dominante era il blu e azzurro. Nuovi anche il logo e il sottofondo dei titoli. Per l'occasione, inoltre, debuttò anche il nuovo sito web. Nella stessa data, però, furono sollevati dal loro incarico tre storici conduttori del telegiornale: Tiziana Ferrario, conduttrice dell'edizione delle 20:00, Paolo Di Giannantonio, conduttore di quella delle 13:30, e Piero Damosso, conduttore dell'edizione mattutina. Il 29 dicembre dello stesso anno Ferrario è stata reintegrata come conduttrice dell'edizione principale delle ore 20:00 in seguito alla sentenza emessa dal tribunale civile di Roma ma il TG1 ne ha presentato ricorso, poi respinto: ciononostante, la Ferrario non è stata reintegrata alla conduzione ma è divenuta in seguito corrispondente da New York, per poi lasciare definitivamente la Rai a fine 2018.
Nel luglio 2011 l'allora presidente della Rai Paolo Garimberti dichiarò: «Il calo di ascolti del TG1 è un problema serio. Bisogna fare qualcosa affinché il TG1 torni a essere il TG1. Il calo di ascolti dimostra che lo spettatore ha capito che qualcosa non va, che l'informazione non va bene.».
Le fonti registrano un netto calo di ascolti nel periodo della direzione di Minzolini, tanto che a settembre 2011 il suo incarico venne messo in discussione. Sempre nel corso dello stesso anno Minzolini venne rinviato a giudizio con l'accusa di peculato per aver speso diverse migliaia di euro pagando i conti con la carta di credito intestata all'azienda (che si costituì parte civile), accusa per cui fu condannato con sentenza passata in giudicato il 12 novembre del 2015 a 2 anni e 6 mesi di reclusione.
Nei primi giorni di dicembre del 2011, Augusto Minzolini venne sollevato dall'incarico. La direzione del TG1 viene affidata ad interim ad Alberto Maccari, allora direttore della TGR, a partire dal 13 dicembre dello stesso anno. L'ex direttore Minzolini tuttavia fece ricorso per essere reintegrato alla direzione del TG1, ma l'11 marzo 2012 il Tribunale del lavoro di Roma respinse la sua richiesta di tornare alla guida del TG.
Il 31 gennaio 2012 il CdA Rai confermò Maccari alla direzione del TG1 fino al 31 dicembre dello stesso anno, portandolo dunque a lasciare la direzione della TGR.
Alberto Maccari lasciò l'incarico il 10 dicembre 2012, giorno in cui si insediò Mario Orfeo, il nuovo direttore nominato dallo stesso CdA e già direttore del TG2.
Il 29 novembre 2012 fu nominato alla direzione del telegiornale Mario Orfeo, direttore de Il Messaggero ed ex direttore del TG2 e del quotidiano Il Mattino. La nomina divenne esecutiva il 10 dicembre 2012. Appena tre giorni dopo, il 13 dicembre, Orfeo ne fece cambiare la veste grafica, lasciando invariato lo studio.
Dal 9 giugno 2014 il TG1 iniziò a produrre servizi e contenuti in tecnica digitale, abbandonando i vecchi metodi di produzione audiovisiva analogici (videocassette). Nell'occasione, la trasmissione venne convertita al formato d'immagine 16:9 (abbandonando il 4:3 come già effettuato dal TG3 appena due settimane prima e dal TG2 il 31 dicembre 2012) e il telegiornale venne per la prima volta trasmesso anche in alta definizione nativa sul canale Rai HD. Viene altresì inaugurato un nuovo studio, più spazioso, moderno e tecnologicamente avanzato rispetto al precedente. La musica che accompagnava la sigla rimase ancora una volta immutata. L'identità del telegiornale venne contestualmente rinnovata sia dal punto di vista grafico che da quello musicale (ove per le edizioni delle 8:00, 13:30, 20:00 e Notte venne introdotto un nuovo sottofondo per i titoli, composto allo scopo dal musicista premio Oscar Nicola Piovani, mentre per le anticipazioni dell'edizione delle 20:00 e per l'edizione 60 secondi il sottofondo rimase quello del 2010). Venne inoltre rivisto il logo, realizzato da Bruno Bucci ricalcando quello progettato da Massimo Vignelli nel 1977.
Il 9 giugno 2017 Mario Orfeo lasciò la direzione del TG1 per la sua nomina come direttore generale della Rai e gli successe Andrea Montanari, già quirinalista e vicedirettore dell'ammiraglia, proveniente dal Giornale Radio Rai.
Il 31 ottobre 2018 il Cda della Rai, su proposta dell'amministratore delegato Fabrizio Salini, deliberò la nomina di Giuseppe Carboni, già caporedattore del TG2, come nuovo direttore del TG1, succedendo ad Andrea Montanari, passato ad altre attività.
Il 24 novembre 2019, Manuela Lucchini, storico volto della testata e, soprattutto, curatrice della redazione Salute e della rubrica Medicina, lasciò anche il notiziario dopo 39 anni per il suo pensionamento.

### Anni 2020
Il 29 febbraio 2020 Vincenzo Mollica, dopo quarant'anni esatti dal suo ingresso, lasciò la redazione giornalistica e l'azienda per sopraggiunto pensionamento, peraltro già annunciato durante la finale del Festival di Sanremo 2020; di conseguenza, chiuse dopo 22 anni anche la storica rubrica del sabato DoReCiakGulp!, da lui curata.
Dal 16 marzo al 24 maggio 2020, a causa di un ridimensionamento del palinsesto dettato dall'emergenza COVID-19, alcune edizioni del TG1 vennero temporaneamente sospese per lasciare spazio a brevi finestre informative di Rai News 24.
Dal 22 marzo 2021 al 29 gennaio 2022, il telegiornale adottò una nuova tipologia di anticipazioni per l'edizione delle 20:00 attraverso l'impiego della realtà aumentata, le quali vennero realizzate nello studio allora impiegato per gli speciali. Dalla stessa data venne reintrodotta anche l'edizione di seconda serata, la quale andò a sostituire 60 Secondi e l'edizione notturna, quest'ultima prima temporaneamente sospesa e poi definitivamente cancellata a seguito di un incontro con i vertici Rai.
Il 24 aprile 2021, Angelo Angelastro, conduttore e curatore della rubrica Persone, lasciò dopo 35 anni la collaborazione con quest'ultima e con la testata, comportando la sospensione della rubrica; questa, tuttavia, tornò in onda dal 30 ottobre dello stesso anno, stavolta curata e condotta da Maddalena Labricciosa.
Il 18 novembre 2021, il CdA della Rai, su proposta dell'amministratore delegato Carlo Fuortes, approvò la nomina di Monica Maggioni, già direttrice di Rai News 24 e presidente Rai, come direttrice del TG1. Maggioni divenne così la prima donna nella storia della testata a ricoprire tale incarico, svolgendo spesso anche il ruolo di conduttrice negli speciali e nelle edizioni straordinarie.
La prima novità della direzione Maggioni fu la rubrica TG1 Mattina, in onda dal 6 giugno 2022 e realizzata in collaborazione con la direzione Intrattenimento Day Time nell'ambito di una riorganizzazione del palinsesto mattutino di Rai 1, iniziato alcuni mesi prima con la cessazione della collaborazione della testata per la trasmissione Unomattina dopo oltre trent'anni.
Il restyling culminò l'8 settembre 2022 con grafica, logo, sigle e studio interamente rinnovati; quest'ultimo, inoltre, fu più grande del precedente e si presentò come un unico spazio dal quale trasmettere le principali produzioni della testata. Il debutto della nuova veste, inizialmente previsto con l'edizione delle 20:00, avvenne in anticipo con un'edizione straordinaria per annunciare la morte della regina Elisabetta II. Tra gli altri cambiamenti apportati, vi fu lo spostamento della rubrica TG1 Economia all'interno dell'edizione delle 13:30 a partire dal 12 settembre 2022, dopo sei anni dallo spostamento nell'edizione pomeridiana. Venne inoltre sperimentata una nuova formula per l'edizione delle 20:00, la quale previde interviste a ospiti del mondo della politica o dello spettacolo, in studio o in collegamento video, spesso collocati in coda al telegiornale.
Il 25 maggio 2023 il CdA della Rai, su proposta dell'amministratore delegato Roberto Sergio, ha approvato la nomina di Gian Marco Chiocci, già alla guida dell'agenzia di stampa Adnkronos, come direttore del TG1. Sotto la direzione Chiocci, il quale svolge anche il ruolo di ancorman durante alcune edizioni straordinarie, sono state effettuate leggere modifiche alla grafica e alla fotografia — sono state quasi totalmente abbandonate le inquadrature dinamiche adottate nella direzione precedente in favore di altrettante più statiche — mentre subisce una pesante modifica la rubrica mattutina TG1 Mattina, che adotta una conduzione in solitaria – già sperimentata nell'edizione estiva – e passa interamente nelle mani della testata, ponendo fine alla collaborazione con la direzione Intrattenimento Day Time della Rai.
Dall'edizione delle 20:00 dell'8 ottobre 2023, viene nuovamente rinnovata la sigla di apertura, il cui tema musicale subisce a sua volta leggere modifiche, mentre la sigla di coda viene accorciata. Anche lo studio è leggermente rinnovato, presentandosi più luminoso e con una pavimentazione blu e bianca. Rispetto alla precedente direzione, il taglio del telegiornale diventa molto più leggero, con ampio spazio a notizie di costume e di musica. Vengono inaugurate anche le interviste a cura del direttore, in onda nell'access prime-time: in particolare vi sono state interviste a Papa Francesco, a Fiorello, al presidente dell'Ucraina Volodymyr Zelens'kyj, all'ex Ministro della cultura Gennaro Sangiuliano e al tennista Jannik Sinner (trasmesse rispettivamente il 1º novembre, il 30 dicembre 2023, il 5 febbraio, il 5 settembre 2024 e il 29 aprile 2025).
Il 27 giugno 2025, il TG1 Mattina viene definitivamente sospeso, mentre la versione estiva del programma ovvero il TG1 Mattina Estate rimane in onda fino a settembre dello stesso anno.

## Edizioni

### Attuali
Il TG1 è il telegiornale italiano con il maggior numero di edizioni giornaliere, trasmettendo otto edizioni quotidiane, consolidando così la sua posizione di leadership negli ascolti tra i notiziari televisivi italiani. Le edizioni principali sono quelle delle 8:00, delle 13:30 e delle 20:00. È disponibile su Rai Radio 1.

#### Edizioni principali
- TG1 ore 8:00: L'edizione principale del mattino, in onda tutti i giorni, con una durata di 30 minuti (20 minuti nel weekend). È l'unica edizione mattutina ad avere il sommario. Il sabato l'edizione è seguita dalla rubrica Dialogo, mentre la domenica al suo interno va in onda la rubrica Medicina. Dal lunedì al venerdì l'edizione è seguita dalla trasmissione Unomattina. Il sabato dopo Tg1 Dialogo è seguita da Unomattina In Famiglia mentre la domenica va in onda all'interno della suddetta trasmissione.
- TG1 ore 13:30: Edizione in onda tutti i giorni dalla durata di 35 minuti (25 minuti nel weekend). Dal lunedì al venerdì vengono forniti aggiornamenti sui mercati finanziari, all'interno della pagina TG1 Economia. Al suo interno vanno in onda le rubriche  Motori (sabato) e Libri (domenica).
- TG1 ore 20:00: L'edizione serale va in onda tutti i giorni alle 19:56 con una durata di 35 minuti. È l'unica edizione del TG1 ad essere preceduta dalle anticipazioni, in onda tutti i giorni alle 19:30 circa. In caso di eventi speciali, come partite di calcio o trasmissioni istituzionali, la durata può essere ridotta (ad esempio, nel Campionato mondiale di calcio 2022, tra il 21 novembre e il 17 dicembre 2022 l'edizione andava in onda alle 19:30 per 15 minuti). Il 7 dicembre di ogni anno, l'edizione può essere anticipata o posticipata a causa della trasmissione della Prima Alla Scala di Milano (ad esempio il 7 dicembre 2022 il Tg1 andò in onda alle 19:35 e il 7 dicembre 2024 alle 21:00). Il 24 dicembre di ogni anno è posticipata per la trasmissione della Messa di Natale.

#### Edizioni mattutine e TG1 Mattina
- TG1 Mattina: Andato in onda dal lunedì al venerdì dalle 6:35 alle 8:00, è condotto alternativamente da Micaela Palmieri e Maria Soave. Dal settembre 2023 la trasmissione è interamente curata dalla redazione del TG1. Andato in onda dal 6 giugno 2022 al 30 maggio 2025, ha sostituito la prima parte di Unomattina. Al suo interno va in onda l'edizione del TG1 delle 7:00. Dal 19 giugno 2023, viene trasmesso anche lo spin-off estivo del programma, dal titolo TG1 Mattina Estate.
- TG1 ore 6:30: Prima edizione della giornata con una durata di 5 minuti, è trasmessa dal lunedì al venerdì. È seguita dalla prima parte della rubrica TG1 Mattina. In un periodo compreso tra il marzo del 2020 e il 3 giugno 2022 venne sospesa. Anche prima del 2020 andava in onda dal lunedì al venerdì, durava tra gli 8 e i 10 minuti, aveva una rassegna stampa al suo interno ed era seguita dal bollettino sulla viabilità di Rai Mobilità e da Unomattina, mentre dal 6 giugno 2022 (data in cui è stata reintrodotta questa edizione) segue le suddette notizie sul traffico.
- TG1 ore 7:00: Edizione mattutina in onda tutti i giorni, con una durata di 10 minuti (5 minuti nel weekend), seguita dal meteo e dalla seconda parte della rubrica TG1 Mattina. Tra il 12 gennaio e l'8 settembre 2023 (solo dal lunedì al venerdì) l'edizione durava circa mezz'ora poiché il tg aveva una  breve rassegna stampa al suo interno.
- TG1 ore 9:00: In onda solo il sabato e la domenica con una durata di 5 minuti. Fino al 5 giugno 2022 andava in onda tutti i giorni con una durata di 10 minuti (dal lunedì al venerdì).
- TG1 L.I.S.: Edizione con traduzione in lingua dei segni italiana per sordi e ipoudenti, in onda alle 9:00 dal lunedì al venerdì, alle 9:30 il sabato e alle 10:00 la domenica (salvo eventuali cambi di palinsesto), con una durata di 3 minuti. L'edizione fino al 3 giugno 2022, dal lunedì al venerdì, andava in onda alle 7:30, fino alla stagione 2023/2024 la domenica in onda alle 9:35.

#### Altre edizioni
- TG1 Pomeriggio: In onda dal lunedì al sabato alle 16:55 con una durata di 10 minuti e la domenica alle 17:15, con una durata di 3 minuti. Era originariamente trasmessa alle 17:00. La collocazione oraria dell'edizione è spesso variata nel corso degli anni (fin dal 2014) per agevolare la messa in onda dei programmi pomeridiani di Rai 1.
- TG1 Sera: In onda tutti i giorni alle 23:55 circa con una durata di 5 minuti. Reintrodotta il 22 marzo 2021, ha sostituito le edizioni 60 secondi e notturna.

#### Evoluzioni e modifiche degli studi
Fino all'11 maggio 2018, le edizioni "flash" mattutine (così come l'edizione principale delle 8:00) venivano trasmesse da uno studio secondario, vicino a quello di Unomattina. Dal 14 maggio 2018, anche queste edizioni sono state trasferite allo studio principale, che ospita tutte le altre edizioni del TG1.

### Passate
Dal 1993 al 1998, il TG1 disponeva di un'edizione "flash" trasmessa alle 11:30 dal centro di produzione Rai di Napoli, affiancando quella delle 12:30, in onda regolarmente da Saxa Rubra, Roma. Questa edizione fu successivamente anticipata a diversi orari: prima alle 11:30, poi alle 11:00, infine alle 9:50, fino alla sua cancellazione nel 2022.

#### TG1 60 secondi
Dal 2010 al 2021, il TG1 ha proposto un'edizione denominata 60 secondi, che sostituiva l'edizione di mezza sera, ripristinata il 22 marzo 2021. Fino al 16 marzo 2020, il telegiornale includeva anche un'edizione notturna, eliminata in quella data.
In passato, vi era anche un'edizione flash alle 9:30, cancellata nel 2022. Dal 7 novembre 2022 all'11 gennaio 2023, all'interno di TG1 Mattina, erano presenti due brevi edizioni alle 7:30 e alle 7:45, rispettivamente della durata di 3 minuti e 1 minuto, la seconda fungendo da anticipazione dell'edizione delle 8:00.
Durante questo periodo, il TG1 utilizzava tre studi: il principale, uno dedicato alle edizioni di Unomattina (fino al 2018) e lo studio di Napoli. Attualmente, tutte le edizioni del telegiornale, comprese rubriche e speciali, vengono trasmesse da un unico studio centrale.

## Rubriche

### In onda
- Dialogo: rubrica in onda il sabato in coda all'edizione delle 8:00, condotta e curata da Mario Prignano con il commento di Padre Enzo Fortunato, direttore della rivista San Francesco. Conduttori storici della rubrica sono stati Roberto Olla che ha condotto la rubrica fino a maggio 2016 e Piero Damosso, che ha condotto la sua ultima puntata il 10 maggio 2025 per raggiunto pensionamento.
- Libri: in onda la domenica all'interno del TG1 delle 13:30 dal 10 settembre 2023. La rubrica attualmente è curata e condotta da Angelo Polimeno Bottai.
- Medicina: in onda la domenica all'interno dell'edizione delle 8:00, è curata dalla redazione Società e condotta dal 24 aprile 2022 da Alessandra Barone. Inizialmente era curata da Manuela Lucchini, che l'ha condotto fino al pensionamento.
- Motori: in onda il sabato alle 13:50 e curata da Francesca Grimaldi, dal 2020 sostituisce il programma Easy Driver.
- Rai Meteo: rubrica meteorologica a cura di Rai Pubblica Utilità e dell'Aeronautica Militare. Nata nel 2018, sostituisce Meteo 1 assieme alle altre rubriche meteorologiche della Rai, pur essendo ugualmente curata dalle rispettive testate di rete fino al 2020.
- Speciale TG1, in onda ogni domenica in seconda serata.
- TV7, in onda ogni venerdì in seconda serata.

### Cessate
- 90º minuto: storico programma sportivo che mostra il meglio delle partite di Serie A e Serie B e di competenza per molti anni del TG1; dal 1991 è curata da Rai Sport e trasloca dapprima su Rai 3 e poi su Rai 2.
- Almanacco del giorno dopo: rubrica condotta da Paola Perissi.
- Benjamin: rubrica di libri in onda la domenica all'interno dell'edizione delle 13:30, durante la quale il direttore Gianni Riotta presentava le principali novità editoriali intervistandone gli autori; trasmetteva anche servizi sulle case editrici italiane, specialmente su quelle medio-piccole. Il nome della rubrica era un omaggio al pensatore e scrittore Walter Benjamin. Nel 2009 è stata sostituita da Billy - Il vizio di leggere.
- Billy - Il vizio di leggere: andata in onda la domenica all'interno del TG1 delle 13:30 fino al 2023. La rubrica, il cui primo conduttore e curatore è stato Marco Frittella, negli ultimi anni è stata curata da Bruno Luverà. È stata sostituita dalla rubrica Libri a partire da domenica 10 settembre 2023.
- Cronache italiane - Nord chiama Sud, Sud chiama Nord: rotocalco giornaliero senza conduzione curato dalla redazione cronaca del TG1 in onda durante gli anni '80.
- Do Re Ciak Gulp!: breve rubrica (tre minuti circa) di musica, cinema, libri e fumetti in onda il sabato alle 13:50 a cura di Vincenzo Mollica, andata in onda dal 1998 fino al 29 febbraio 2020, data del suo pensionamento.
- Emporion: ex rotocalco economico.
- Fa' la cosa giusta: in onda il martedì in coda all'edizione delle 9:00 all'interno di Unomattina ed è condotta da Giovanna Rossiello.
- Filo diretto: rubrica condotta da Luisa Rivelli e Roberto Bencivenga.
- Giorno per giorno: trasmessa dal 1980 al 1981[45] alle 13:00, curata da Ugo Guidi e Andrea Melodia e condotta da Bianca Maria Piccinino e Marcello Morace; la sigla era l'omonimo brano Giorno per giorno, cantato da Domenico Modugno.
- Il tempo di fine settimana: trasmesso dal 1980 al 1984, all'interno di: "Tg1 Flash".
- L'intervista: in onda il lunedì e il venerdì all'interno dell'edizione delle 9:00.
- Mercoledì sport: rubrica sportiva condotta da Gian Piero Galeazzi.
- Meteo 1: rubrica meteorologica a cura dell'Aeronautica Militare. Dal 1976 al 2003 si chiamava Che tempo fa?. Il 3 giugno 2018 è sostituita dalla rubrica unificata Rai Meteo.
- Obiettivo su...: rubrica del Tg1 a cura di Emilio Fede e Sandro Baldoni, andato in onda negli anni '80.
- Persone: ex rubrica interna all'edizione delle 8:00 del sabato, curata e condotta fino al 24 aprile 2021 da Angelo Angelastro, e da Maddalena Labricciosa dal 30 ottobre successivo alla sua chiusura, avvenuta nel 2023.
- Primissima: Settimanale di attualità culturali del Tg1, a cura di Gianni Raviele, andato in onda il giovedì pomeriggio, dal 1982 fino al 1988.
- Stampa oggi: rassegna stampa in onda durante l'edizione della notte con durata di 15 minuti circa. La rubrica comprendeva inoltre il commento di un grande giornalista sui principali fatti del giorno. Nacque nell'aprile 1992 e rimase in onda fino alla metà degli anni 2000.
- Storia: rubrica in onda il lunedì in coda al TG delle 8:00, realizzata e condotta da Roberto Olla.
- TG1 3 minuti di...: rubrica in onda tutti i giorni alle 13:55.
- TG1 Prisma: rubrica in onda tutti i sabati dopo l'edizione delle 13:30 curata da Lello Bersani e Gianni Raviele.
- Tg l'una, quasi un rotocalco per la domenica: rotocalco domenicale in onda alle ore 13:00 e condotto da Paolo Cavallina, Romano Battaglia, Elio Sparano, Giuseppe Breveglieri, Melo Freni ed Enzo Stinchelli.
- Terra e Sapori: rubrica di enogastronomia che andava in onda la domenica all'interno del tg delle 13:30.
- Unomattina: in onda dal 1986, è un contenitore di informazione mattutino realizzato storicamente dalla testata in collaborazione con la rete. Dall'8 marzo 2022 è passata in gestione esclusivamente a Rai 1 (e, da giugno dello stesso anno, dalla direzione Day Time).
- Un minuto di storia: rubrica a cura di Gianni Bisiach che andava in onda nel TG delle 8:00.

## Direttori
| Nome               | Inizio mandato    | Fine mandato      | Note       |
| ------------------ | ----------------- | ----------------- | ---------- |
| Emilio Rossi       | 15 marzo 1976     | 9 ottobre 1980    |            |
| Franco Colombo     | 10 ottobre 1980   | 28 maggio 1981    |            |
| Emilio Fede        | 29 maggio 1981    | 8 agosto 1982     |            |
| Albino Longhi      | 9 agosto 1982     | 6 aprile 1987     |            |
| Nuccio Fava        | 7 aprile 1987     | 9 agosto 1990     |            |
| Bruno Vespa        | 10 agosto 1990    | 4 febbraio 1993   |            |
| Albino Longhi      | 5 febbraio 1993   | 16 settembre 1993 | ad interim |
| Demetrio Volcic    | 17 settembre 1993 | 4 ottobre 1994    |            |
| Carlo Rossella     | 5 ottobre 1994    | 23 aprile 1996    |            |
| Nuccio Fava        | 24 aprile 1996    | 19 agosto 1996    |            |
| Rodolfo Brancoli   | 20 agosto 1996    | 27 ottobre 1996   |            |
| Marcello Sorgi     | 28 ottobre 1996   | 7 giugno 1998     |            |
| Giulio Borrelli    | 8 giugno 1998     | 16 giugno 2000    |            |
| Gad Lerner         | 17 giugno 2000    | 1º ottobre 2000   |            |
| Albino Longhi      | 2 ottobre 2000    | 5 maggio 2002     |            |
| Clemente J. Mimun  | 6 maggio 2002     | 12 settembre 2006 |            |
| Gianni Riotta      | 13 settembre 2006 | 12 maggio 2009    |            |
| Andrea Giubilo     | 13 maggio 2009    | 8 giugno 2009     | ad interim |
| Augusto Minzolini  | 9 giugno 2009     | 13 dicembre 2011  |            |
| Alberto Maccari    | 14 dicembre 2011  | 28 novembre 2012  | ad interim |
| Mario Orfeo        | 29 novembre 2012  | 14 giugno 2017    |            |
| Andrea Montanari   | 15 giugno 2017    | 30 ottobre 2018   |            |
| Giuseppe Carboni   | 31 ottobre 2018   | 17 novembre 2021  |            |
| Monica Maggioni    | 18 novembre 2021  | 2 giugno 2023     |            |
| Gian Marco Chiocci | 3 giugno 2023     | in carica         |            |

## Tema musicale
Già dall'epoca delle trasmissioni sperimentali (prima del 3 gennaio 1954, anno di nascita della televisione pubblica italiana), il Telegiornale, antenato del TG1, adottava come sigla il tema musicale appositamente composto dal musicista napoletano Egidio Storaci ispirandosi al brano del 1934 Cuando vuelva a tu lado della compositrice messicana María Grever. A partire dal 15 marzo 1976, la sigla adottata dal TG1 fu una versione abbreviata e riarrangiata dello stesso tema, che è rimasta invariata nel corso degli anni, pur subendo vari riarrangiamenti (di cui l'ultimo in uso dall'8 ottobre 2023). Per le edizioni straordinarie, dal 12 gennaio 2004 al settembre 2022, l'arrangiamento (che dal 9 giugno 2014 era stato accorciato) aveva una tonalità più grave di quella consueta.
In due occasioni, la melodia utilizzata per accompagnare i titoli di testa venne commissionata a musicisti di fama internazionale. Nello specifico, dal 17 settembre 2007 al 10 giugno 2010, è stata usata una composizione di Ludovico Einaudi per lo scopo indicato precedentemente, nelle anticipazioni del notiziario e come sigla della rubrica Benjamin e di alcune rubriche che venivano denominate "le idee di...", trasmesse dal 2007 fino al 2009; dal 9 giugno 2014 all'8 settembre 2022, invece, un pezzo scritto appositamente da Nicola Piovani, dal titolo TG Copertina, usato solo nel sommario delle principali edizioni.
Dall'8 settembre 2022 viene utilizzata una nuova melodia per accompagnare le anticipazioni e i titoli di testa, dal titolo Platform, composta da Matteo Locasciulli e Victor Galey, gli stessi autori del riarrangiamento delle sigle di testa e di coda, dal titolo Sigla Telegiornale (2022/23), tutte all'interno dell'album Sigla TG1 2022/23.